# Lev Berg
Lev Semiónovich Berg (en ruso: Лев Семёнович Берг) fue un geógrafo y biólogo soviético. Nació el 14 de marzo de 1876 en Bender, parte del Imperio  Ruso en la actual Moldavia, y murió el 24 de diciembre de 1950 en Leningrado, actual San Petersburgo, Rusia.

## Biografía
Lev Berg se graduó en la Universidad Estatal de Moscú en 1898.
Entre 1903 y 1914 trabajó en el Museo de Zoología de San Petersburgo.
Fue uno de los fundadores del Instituto Geográfico, que se convirtió en lo que en la actualidad es la Facultad de Geografía de la Universidad Estatal de San Petersburgo.
Berg estudió y determinó la profundidad de los lagos de Asia Central, incluyendo el Baljash y el Issyk-Kul. Sentó las bases de la limnología en Rusia con sus estudios sobre las condiciones ambientales del agua dulce(sobre todo en lagos).
Fue considerado una eminencia en ictiología. En 1916 publicó cuatro volúmenes de Peces de Rusia. La decimocuarta edición fue publicada bajo el nombre de Peces de agua dulce de la Unión Soviética y sus países adyacentes; con este libro logró ganar el Premio Stalin, de manera póstuma en 1951.
Se le considerá el descubridor de la relación de simbiosis que existe entre la lamprea y el salmón.
Hizo numerosos estudios y descubrimientos en este campo, tanto desde un punto de vista paleontológico, anatómico como embriológico. Se interesó por los ciclos reproductivos de los peces y por la influencia de las variaciones climáticas en las especies migratorias.
Desarrolló la teoría de Vasili Dokucháyev de las zonas naturales; teoría que se convirtió en uno de los pilares de la biología soviética. Realizó estudios pioneros sobre cilmatología entre los que se encuentran monografías como "El clima y la vida" (1922) o "Fundamentos de Climatología" (1928).
Investigó sobre la cronología de las principales glaciaciones.
Desempeñó el cargo de presidente de la Sociedad Geográfica Soviética entre 1940 y 1950. Es uno de los padres de la geografía rusa. Fue el primero en Rusia en dar una definición con vocación holística de paisaje, como un todo que engloba relieve, clima, vegetación, tipo de suelo, etc. Se enclava dentro de la corriente del determinismo ambiental.
En Occidente, Berg es más conocido por ser el autor de la controvertida teoría sobre la macroevolución de la Nomogénesis.

## Algunas obras
- 1900 : Peces del Baikal
- 1906 : Übersicht der Salmoniden vom Amur-Beckens
- 1908 : Colección de peces hecha por N.A. Baikov en Manchuria, en la cuenca del río Mudan-Tsyan
- 1909 : Peces de la cuenca de Amur
- 1916 : Peces de agua dulce del Imperio Ruso
- 1922 : Nomogenes ili evolutsia na osnove zakonomernostey
- 1923 : Peces de agua dulce Rusia
- 1924 : Descubrimiento de Kamchatka y viajes de Bering por Kamchatka
- 1926 : Principios de la climatología
- 1940 : Clasificación de los peces, actuales y fósiles
- 1948-1949 : Peces de agua dulce de la Unión Soviética y sus países adyacentes
- 1950 : Regiones naturales de la URRS

### Especies y géneros descritos
Ha descrito y denominado más de 60 especies y géneros de plantas y animales como por ejemplo:
- Ophiocephalus warpachowski  Berg, 1909 (Ophiocephalidae)
- Cyprinodontiformes  Berg, 1940

## Honores

### Galardones
Recibió varios premios a lo largo de su vida, además del ya mencionado Premio Stalin.
- medalla de la Orden de la Bandera Roja del Trabajo 1945,
- Medalla por la Defensa de Leningrado 1945,
- Medalla por el trabajo valiente en la Gran Guerra Patria 1941-1945 1946.
- 2001, el Banco Central de Transnistria acuñó una moneda de plata en honor de su paisano, como parte de una serie de monedas conmemorativas titulada "Personajes sobresalientes de Pridnestrovie".

### Eponimia
Además otras especies han sido denominadas en su honor, como:
- Bathyraja bergi Dolganov, 1985 (Rajidae)
- Cryptacanthoides bergii Lindbergh, 1930 (Cryptacanthodidae)
- Cyclopteropsis bergi Popov, 1929 (Cyclopteridae)
- Nemadactylus bergi Norman, 1937 (Cheilodactylidae)
- Ophiocephalus warpachowski bergi (Ophiocephalidae)
- Psammobatis bergi Marini, 1932 (Arhynchobatidae)
- Scorpaena bergii Evermann & Marsh, 1900 (Scorpaenidae)
- Taurocottus bergi Soldatov & Pavlenko, 1915 (Cottidae)

## Abreviatura (zoología)
La abreviatura Berg  se emplea para indicar a Lev Berg como autoridad en la descripción y taxonomía en zoología.